# BetAB-500U
BetAB-500U (ros. БетАБ-500У) – rosyjska bomba przeciwbetonowa wagomiaru 500 kg. Jest to zmodernizowana wersja  radzieckiej (obecnie rosyjskiej) lotniczej bomby przeciwbetonowej z okresu Zimnej Wojny, BetAB-500. 

## Historia
Po upadku ZSRR powstała wersja zmodernizowana z oznaczeniem BetAB-500U. Ma zwiększoną masę, rozmiary i możliwości penetracji. Jej długość wynosi 2485 mm, średnica - 450 mm, masa własna - 510 kg, masa wybuchowa - 45 kg w ekwiwalencie TNT.
Bomba BetAB-500U dzięki zastosowaniu spadochronu hamującego może być zrzucana z wysokości od 150 metrów do 20 000 metrów przy prędkościach od 500 do 2300 km/h. Spadochron nie tylko wyhamowuje bombę, ale dodatkowo zapewnia pionowe uderzenie w cel, co zwiększa przebijalność. Po wyhamowaniu spadochron jest odrzucany i włącza się silnik rakietowy z pojedynczą dyszą wyrzucającą gazy przez pusty pojemnik spadochronu. Rozpędzona bomba wbija się głęboko pod powierzchnię. Może przebić 1,2 metra betonu zbrojonego lub do 3 metrów ziemi.